# 5982 Polykletus
Az 5982 Polykletus (ideiglenes jelöléssel 4862 T-1) a Naprendszer kisbolygóövében található aszteroida. Cornelis Johannes van Houten,  Ingrid van Houten-Groeneveld,  Tom Gehrels fedezte fel 1971. május 13-án.